# Serpent de mer
Pour le serpent de mer au sens propre (serpent vivant dans la mer), voir Serpent marin.
Pour les articles homonymes, voir Serpent de mer (homonymie).

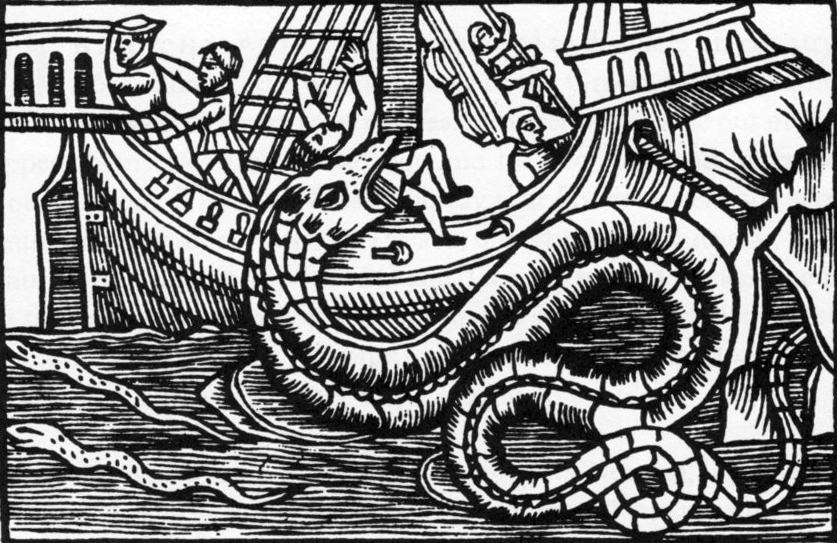
Le serpent de mer tel qu'il était vu au XVIe siècle.

Le serpent de mer est un monstre aquatique mythique proche du dragon européen, qui possède généralement des dimensions gigantesques, tels Jörmungand et l'Ouroboros dans les mythes et légendes. Il est mentionné dans les témoignages d'équipages marins de plusieurs époques, qui concordent pour décrire divers animaux marins inconnus, de grande taille, vivant dans les eaux glacées du nord de l'Europe. Le terme de « serpent de mer » peut toutefois désigner des créatures assez différentes les unes des autres. L'existence de la plupart de ces animaux n'a jamais été prouvée scientifiquement et relève du domaine de la cryptozoologie.

## Témoignages historiques

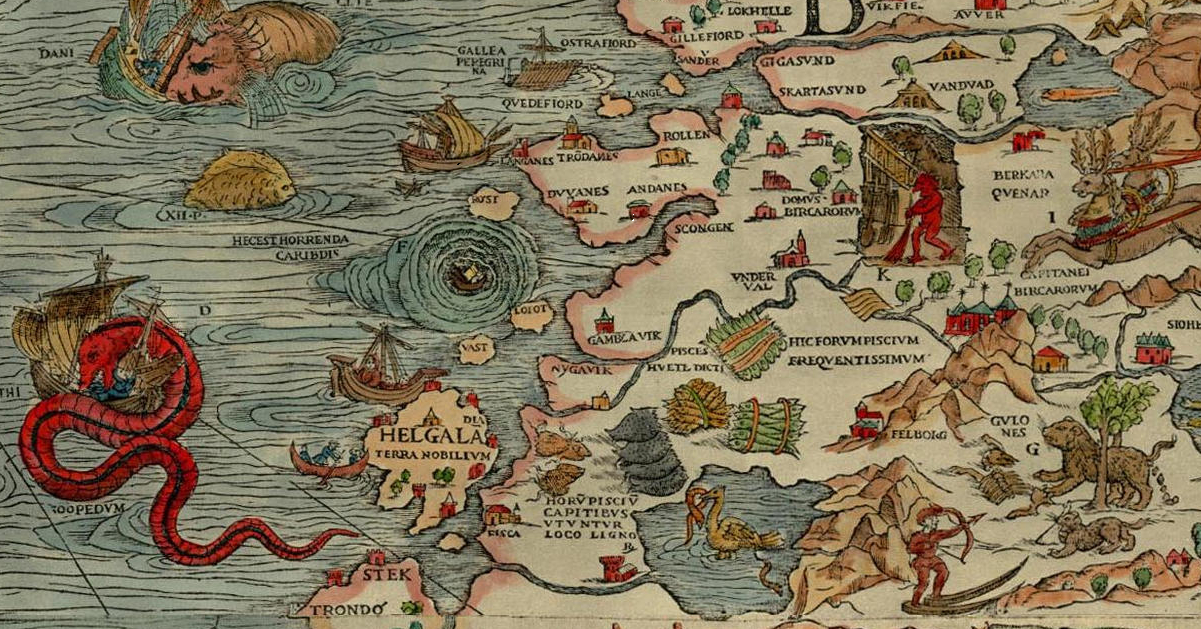
En 1539, Olaus Magnus dresse la Carta Marina, et y introduit le serpent de mer.

Une des plus anciennes illustrations du serpent de mer apparaît dans la Carta Marina, carte d'Europe septentrionale dressée en 1539 par l'archevêque d'Uppsala Olaus Magnus. Olaus Magnus donne plus de détails de ce monstre légendaire dans l'Histoire des peuples du nord (Historia de gentibus septentrionalibus) en 1555. Il y précise que le serpent de mer a une longueur de 60 m environ, une largeur de 6 m et que ce mangeur d'hommes vient jusque sur le pont des navires happer les passagers et les dévorer. 
Un vaisseau de guerre français nommé l'Avalanche croisa par trois reprises un « serpent de mer » de grande taille dans la baie d'Along en juillet 1897. La créature échappa à des tirs de canon[source insuffisante]. La même année, deux animaux marins de 20 mètres de long pour un diamètre de 2 à 3 m sont mentionnés, ils se déplaceraient en ondulant verticalement[source insuffisante], ce qui démontre leur nature mammalienne et non reptilienne. Le 30 décembre 1947, un animal en forme d’anguille d’environ 15 m de long est aperçu et blessé à mort[source insuffisante].

## Origines

### Biologie

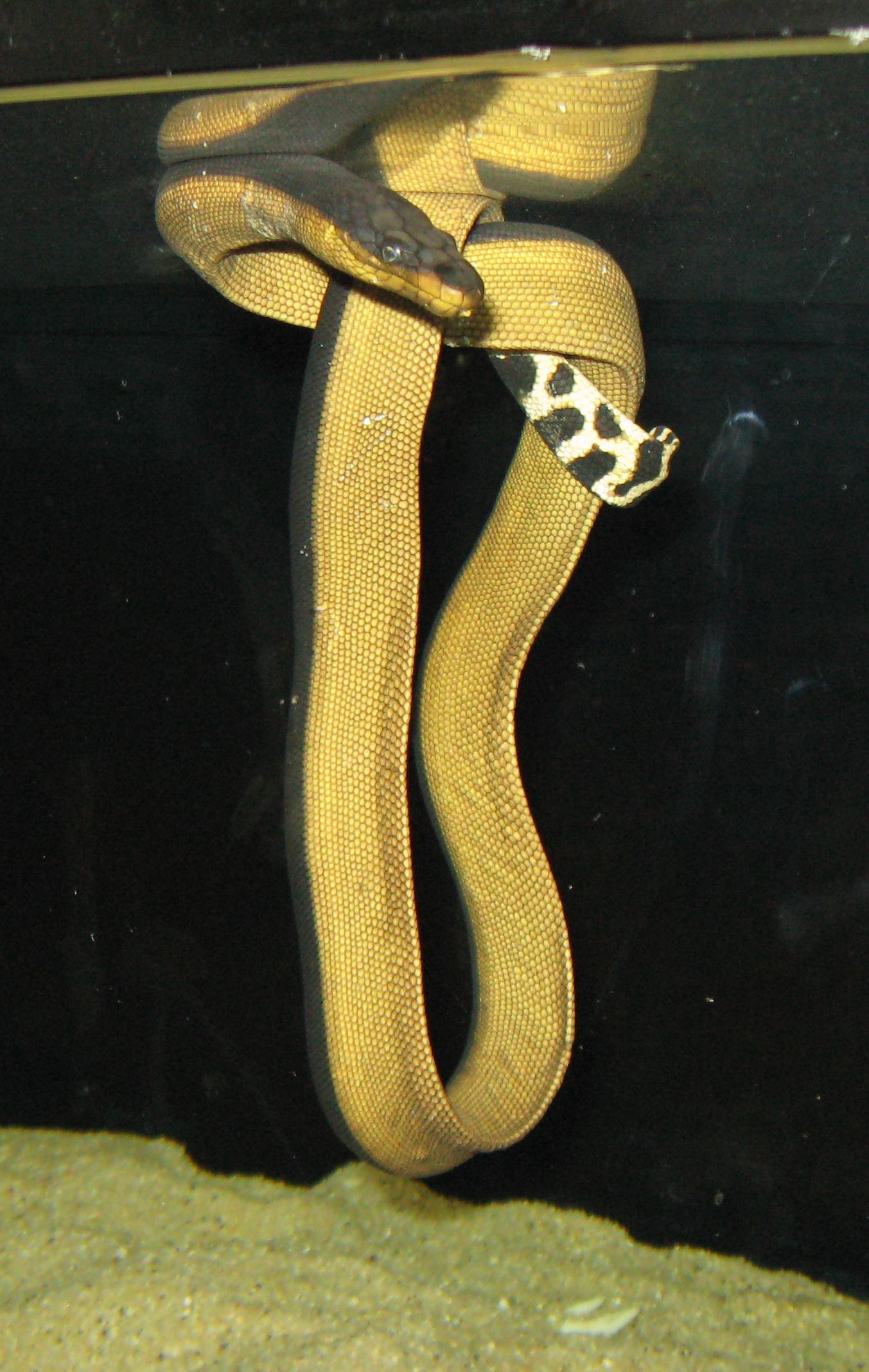
Hydrophis platurus, un authentique serpent marin, mais bien éloigné des légendes.

Il existe bien un groupe de serpents marins, la sous-famille des Hydrophiinae. Cependant, ceux-ci sont cantonnés à la zone intertropicale (et la plupart des espèces au Pacifique ouest), et si une espèce très rare (Hydrophis spiralis) atteint 3 m de long, aucun ne présente les dimensions (ni le comportement) qu'on prête aux serpents de mer des récits de marins. Quoique très venimeux, ces serpents sont des créatures amicales et discrètes.[réf. nécessaire]
Les biologistes suggèrent que les baleines ont parfois un comportement qui les fait ressembler à des serpents de mer : elles se dressent en l'air et tapent l'eau de leur corps. En particulier, les mâles en rut ont tendance à laisser dépasser leur pénis de la surface, dans une posture très similaire à un grand nombre de représentations de serpents de mer (alors qu'un animal serpentiforme ne peut mécaniquement pas nager avec la tête hors de l'eau, ce qui n'a par ailleurs aucun intérêt pour un animal marin). 
La cryptozoologie a tenté d'apporter des descriptions d'animaux qui pourraient expliquer les observations de serpents de mer, comme les murènes (Gymnothorax javanicus peut atteindre 3 m de long), les régalecs (poisson allongé pouvant dépasser 11 m de long) ou des cadavres de requins pèlerins, et décrit plusieurs espèces différentes à partir de la classification des observations considérées comme sérieuses et non explicables de façon plus simple.

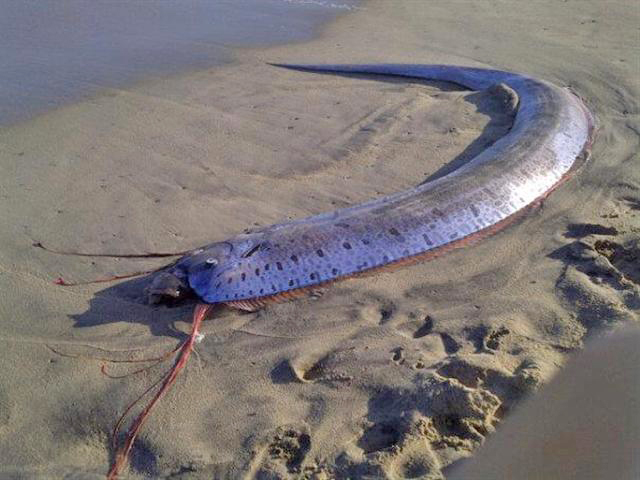
Le Régalec est un poisson géant allongé.
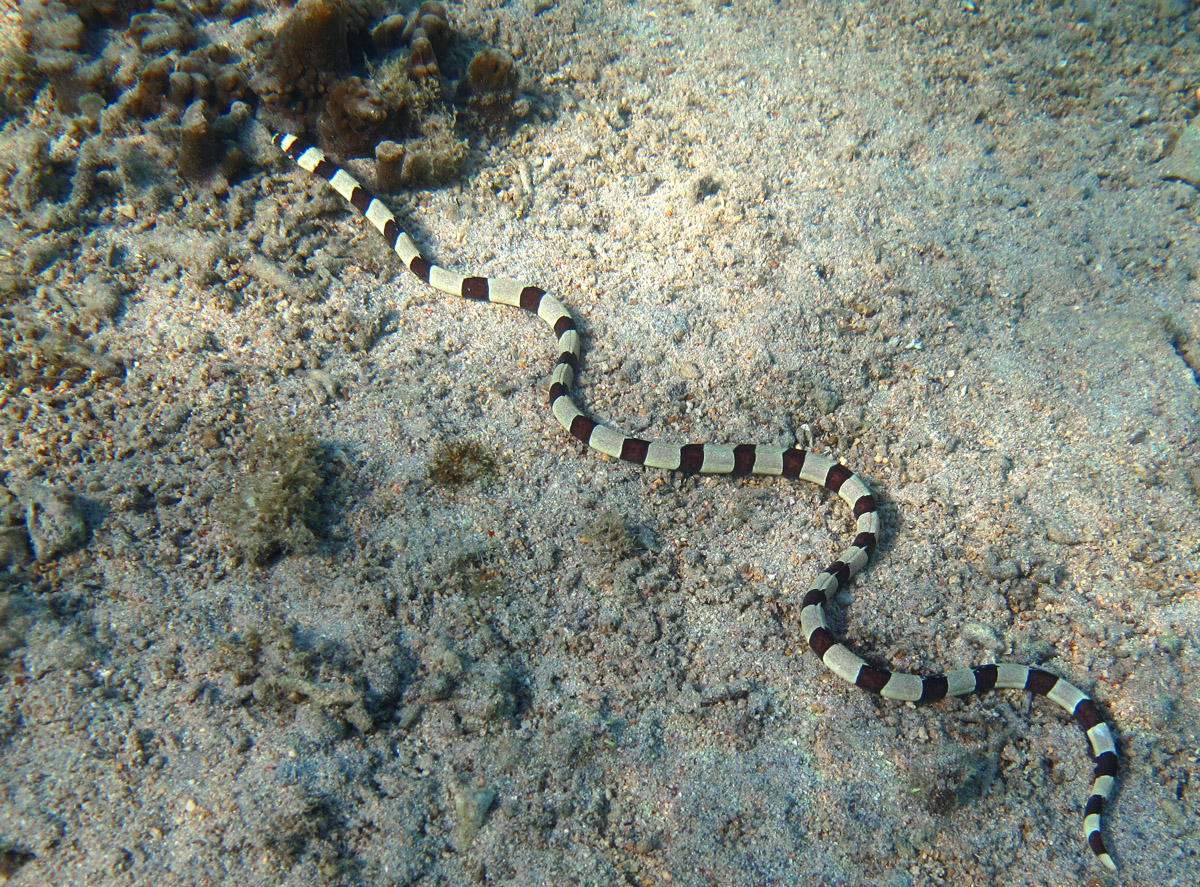
Une anguille-serpent (Myrichthys colubrinus), qui fait partie des poissons.
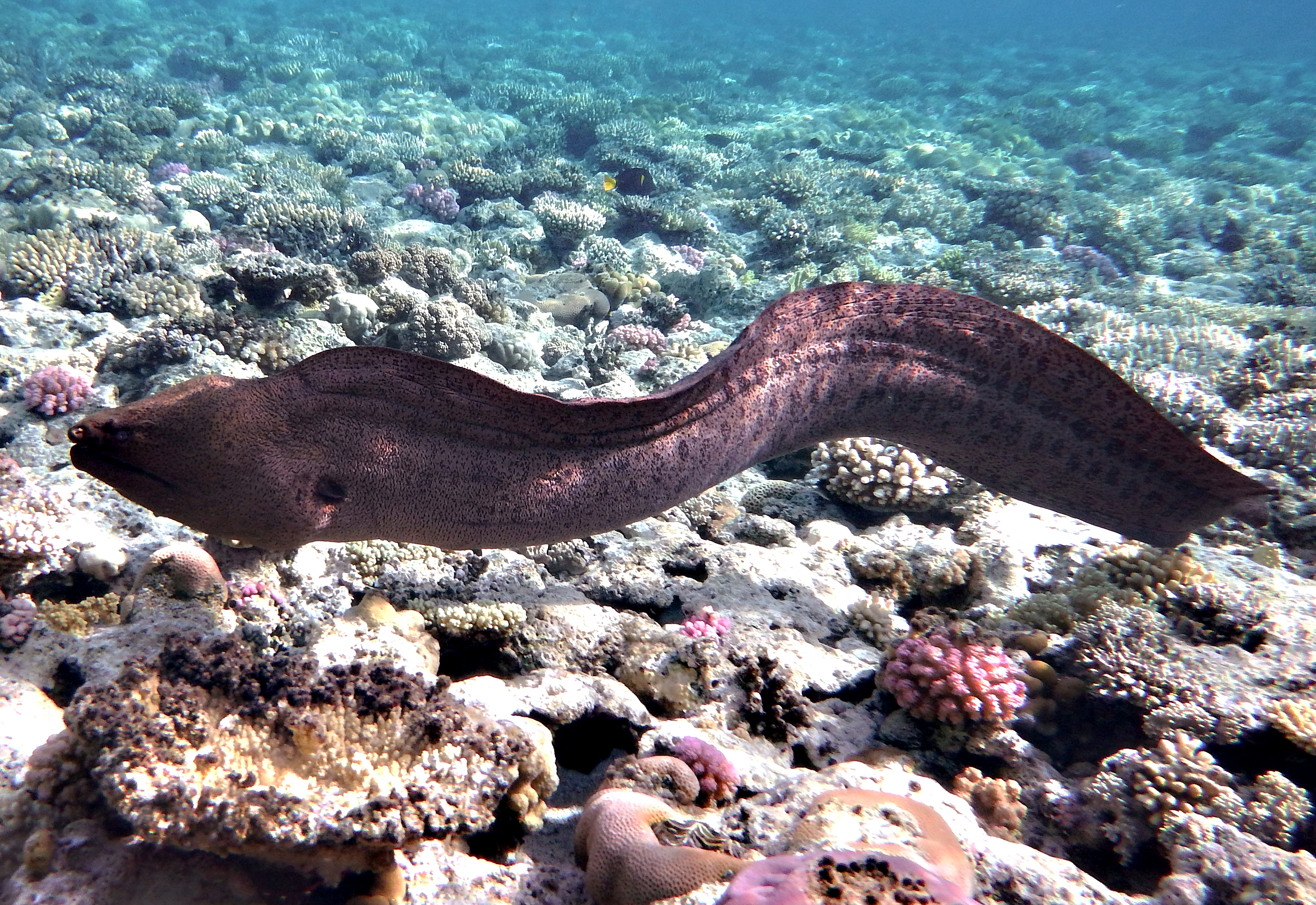
Une murène (Gymnothorax javanicus), qui fait partie des poissons.
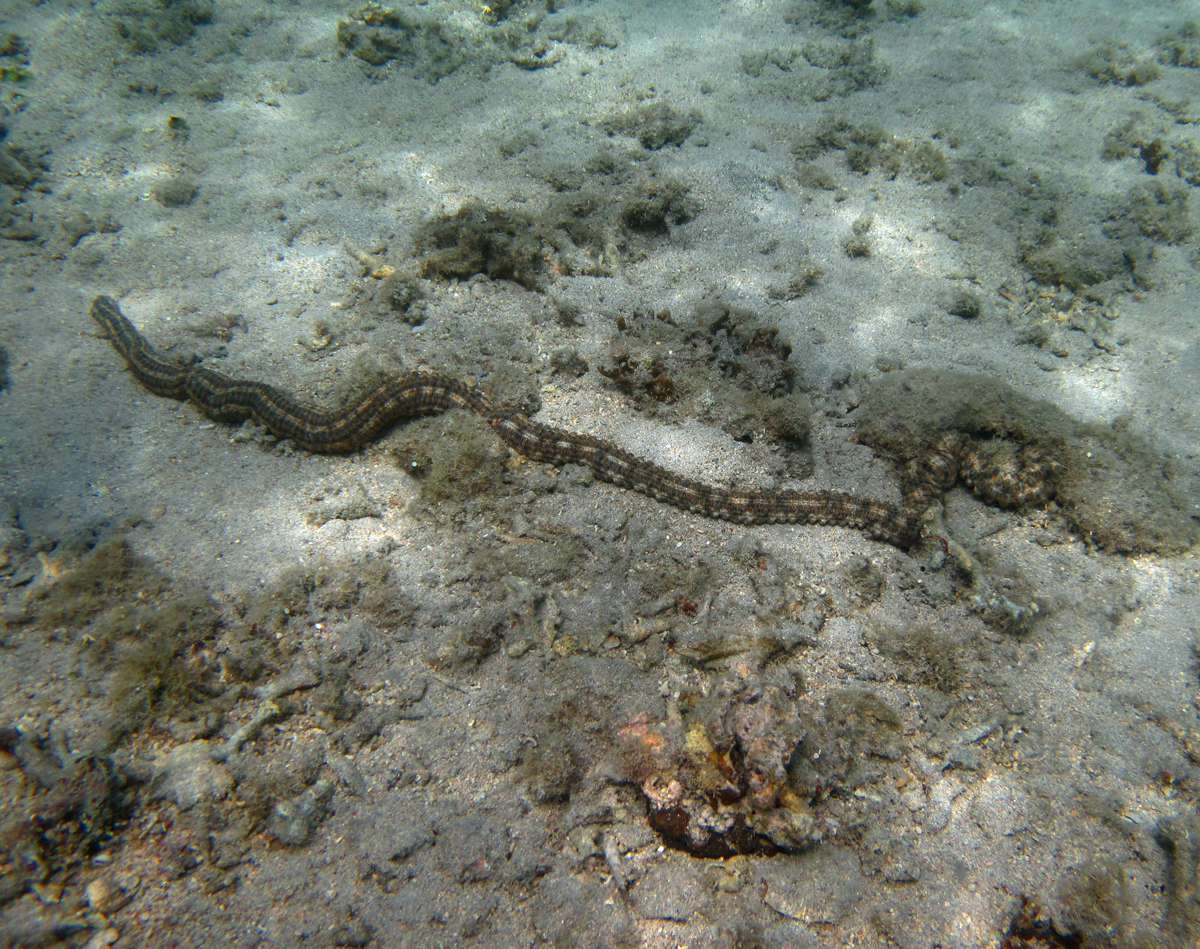
Une holothurie apodide (Synapta maculata), qui fait partie des échinodermes.
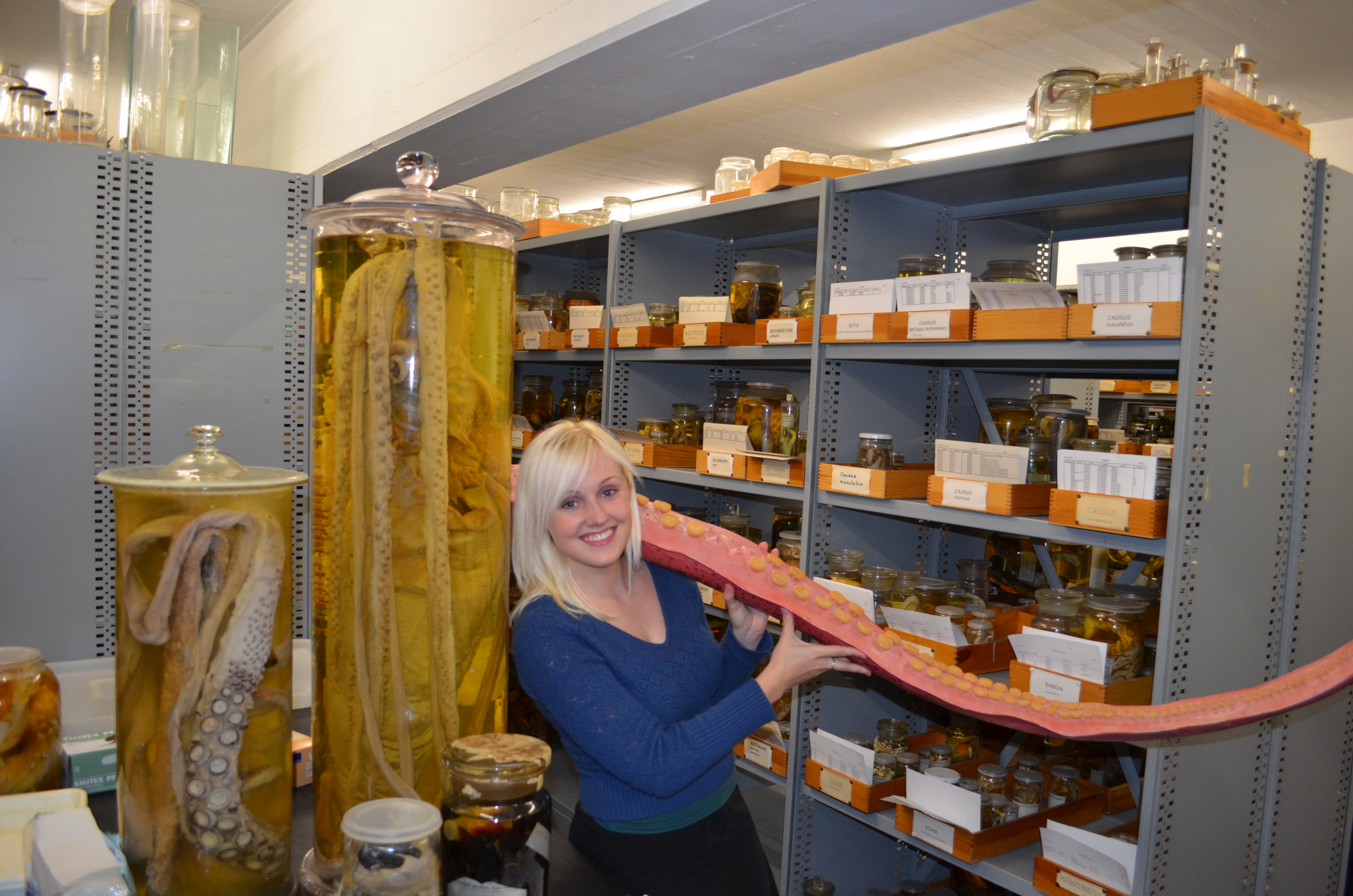
Des restes de calmar géant peuvent aussi être pris pour des serpents de mer.

### Cryptozoologie
Certains ouvrages traitant de cryptozoologie évoquent aussi une théorie selon laquelle des animaux, survivants potentiels et encore non identifiés de la préhistoire, seraient à l'origine de récits de rencontres avec le « serpent de mer », comme le plésiosaure, l'élasmosaure, le mosasaure et le thalassomedon. D'autres évoquent des origines anthropiques, comme la présence de cordages et de débris dans l'eau avec l'augmentation du trafic maritime au fil des siècles.

## Le serpent de mer dans la culture populaire

### Langage
On qualifie de « serpent de mer » un projet ou un sujet qui revient fréquemment alors que sa mise en application, son développement ou son aboutissement ne semblent pas arriver ou bien être repoussés continuellement. L'origine de l'expression remonte au XIXe siècle, alors que les récits de voyageurs qui déclarent avoir vu un serpent de mer servent à remplir les colonnes des journaux lorsque l'actualité est calme. 

### Dans les médias
Une collaboration scientifique et journalistique danoise[Qui ?] utilise le mythe du serpent de mer comme moyen d'attirer les fonds afin de financer une mission des expéditions Galathea (1950 à 1952), dont l'un des buts est d'intéresser le public danois à la recherche scientifique. Finalement, l'expédition ne rapportera aucune observation d'un animal pouvant se rapprocher d'un serpent géant.

### Dans la littérature
- Le serpent de mer est le sujet des Histoires de Jean-Marie Cabidoulin de Jules Verne, initialement parues en 1901 sous le titre Les Histoires de Cabidoulin dans le Magasin d'éducation et de récréation, puis intégrée aux Voyages extraordinaires sous le no 55. Ce roman est d'ailleurs également connu sous le titre alternatif Le Serpent de mer.
- Dans l'aventure de Bob Morane intitulée La Croisière du Mégophias, parue en 1956 aux éditions Marabout, Henri Vernes fait découvrir à son héros un « serpent de mer » représenté par un mosasaure ayant survécu jusqu'à nos jours au-delà du cercle arctique.

### Dans les jeux vidéo
- Dans Ultima VI: The False Prophet, le serpent de mer est une créature apparaissant régulièrement au bord des rivages et dans les lacs souterrains.

- Dans Valheim, le serpent de mer apparaît couramment auprès des navires qui s'aventurent dans l'océan.